# Teocaltiche
Teocaltiche(langues nahuatl : Teocaltillitzin « place près du temple ») est une ville et une municipalité dans l'état de Jalisco, au centre-ouest du Mexique.